# Хвост распределения
Хвост распределе́ния — участок графика плотности статистического распределения {\displaystyle f(x)}, отвечающий стремлению непрерывной случайной величины {\displaystyle x} к плюс или минус бесконечности и в целом характеризующийся уменьшением значений {\displaystyle f(x)} с ростом {\displaystyle |x|}, на которое могут накладываться особенности. Форма фигуры, ограничиваемой указанным участком и осью абсцисс, напоминает вытянутый хвост животного. Граница хвоста {\displaystyle x_{L|R}} выбирается субъективно. Под хвостом понимается также диапазон изменения {\displaystyle x}, соответствующий хвосту в графическом смысле (то есть {\displaystyle [x_{R};\,+\infty )} или {\displaystyle (-\infty ;\,x_{L}]}). Если величина {\displaystyle x} изменяется в конечных пределах, то хвостов у {\displaystyle f} нет.

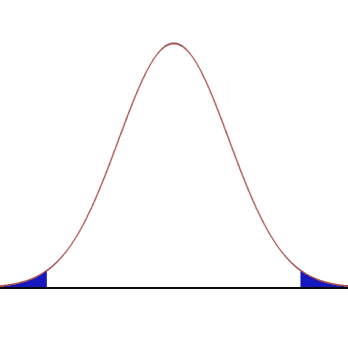
Пример графика плотности распределения; хвосты закрашены.

При больших по модулю значениях величины {\displaystyle x} плотность распределения {\displaystyle f(x)} во многих практических ситуациях спадает по экспоненциальному закону {\displaystyle f(x)\sim \exp(-a|x|)} или быстрее (здесь {\displaystyle a=\,}const > 0). Например, для {\displaystyle x\to \pm \infty }  при нормальном распределении и при {\displaystyle x\to +\infty } для распределения Максвелла убывание {\displaystyle f} происходит как {\displaystyle f(x)\sim \exp(-a\,x^{2})}. Но встречаются и ситуации так называемых «тяжёлых» хвостов, когда спад идёт медленнее, чем {\displaystyle \sim \exp(-a|x|)}.
Обычно хвост(ы) распределения малозначим(ы) для нормировки, то есть при вычислении интеграла {\displaystyle \int _{-\infty }^{+\infty }f(x)dx} хвостовой вклад пренебрежим. Однако существование хвостов может оказаться весьма принципиальным при более сложных вычислениях, например выражений типа {\displaystyle \int _{-\infty }^{+\infty }g(x)f(x)dx}, где {\displaystyle g(x)} — некая функция, нарастающая при увеличении {\displaystyle |x|}. Пример крайне высокой значимости хвостов даёт распределение популяции горячих электронов в твердотельных приборах: в таком случае роль {\displaystyle x} играет энергия электрона {\displaystyle E} ({\displaystyle E>0}). Величина плотности {\displaystyle f} на хвосте при высоких {\displaystyle E} мала, поскольку электронов с такими энергиями почти нет, но оказывается, что именно эти немногочисленные электроны ответственны за деградацию прибора.